# Elżbieta Dziębowska

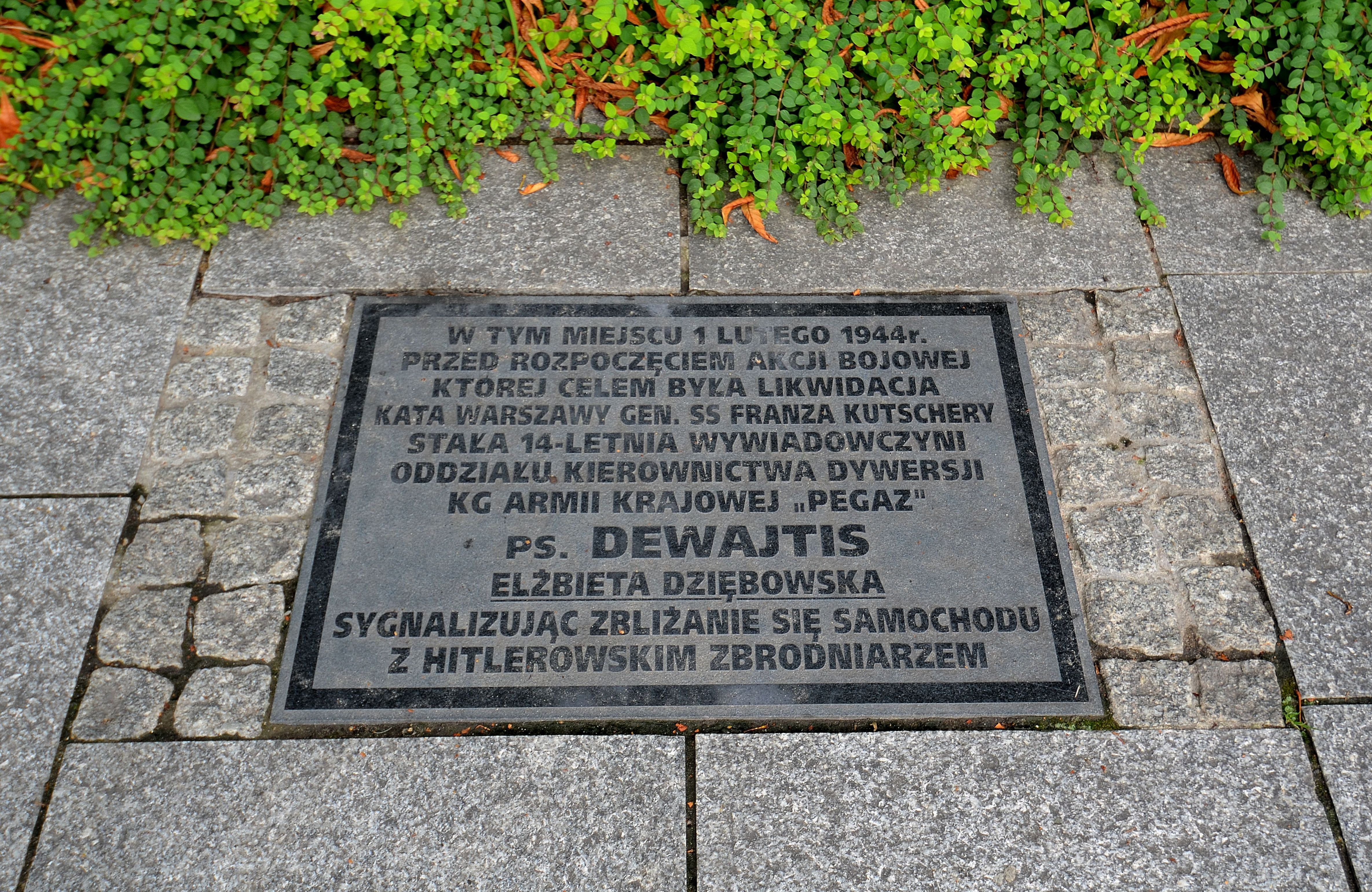
Tablica pamiątkowa wmurowana w chodnik Alej Ujazdowskich w Warszawie

Elżbieta Marcela Dziębowska, ps. „Dewajtis” (ur. 16 kwietnia 1929 w Warszawie, zm. 4 kwietnia 2016) – polska muzykolog, nauczyciel akademicki, w czasie II wojny światowej członkini Szarych Szeregów i oddziału dywersji bojowej Kedywu Agat, uczestniczka powstania warszawskiego.

## Życiorys
Była córką przedwojennego oficera zawodowego Feliksa Dziębowskiego (zginął 12 września 1939 w walkach pod Żyrardowem) i Julii z domu Gradowskiej. Jesienią 1940 wraz z rodziną przeniosła się do Warszawy. W 1942 została przyjęta do drugiej klasy miejskiego Gimnazjum Żeńskiego im. Jana Kochanowskiego w Warszawie, które podczas okupacji nosiło nazwę II Miejskiego Żeńskiego Gimnazjum Krawiecko-Bieliźniarskiego.
W lutym 1942 została wprowadzona przez Helenę Jarome do Szarych Szeregów. Dołączyła do 58. Warszawskiej Żeńskiej Drużyny Harcerzy. Jej drużynową była Irena Malento ps. „Jenny”. W konspiracji wybrała pseudonim będący nazwą dębu – tytułowego bohatera jej ulubionej powieści Dewajtis Marii Rodziewiczówny.
Mimo młodego wieku w lutym 1943 złożyła przysięgę harcerską w 58. Żeńskiej Drużynie Harcerskiej, a następnie została przyjęta na kurs przysposobienia wojskowego. W sierpniu 1943 przeszła wraz z Ireną Malentówną ps. „Jenny”, Marią Stypułkowską ps. „Kama”, Danutą Rudnicką-Kaczyńską ps. „Lena” i H. Wojciechowską ps. „Tina” do nowo utworzonego oddziału dywersji bojowej Kedywu Agat (późniejszy batalion „Parasol”). W jej mieszkaniu przy ul. Kaliskiej 17, w którym mieszkała wraz z rodziną, znajdowało się również biuro II plutonu. Ściśle współpracowała z szefem komórki wywiadu „Agatu” Aleksandrem Kunickim ps. „Rayski”. Była najmłodszą wywiadowczynią oddziału. Uczestniczyła w siedmiu akcjach: na Brauna, Frühwirth, Koppego, Kutscherę, Lisową, Milkego, Weffelsa. Brała również udział w przygotowaniach akcji na Gressera, Hahna i Stamma. Za udział w akcji Kutschera otrzymała po raz pierwszy Krzyż Walecznych (rozkaz nr 267/BP KG AK z 25 marca 1944).
Od 1943 wraz z kolegami i koleżankami z Agatu uczęszczała na tajne komplety organizowane przez dowództwo oddziału w porozumieniu z dyrekcją przedwojennego Gimnazjum i Liceum im. Bolesława Prusa przy ul. Jasnej 10. Dyrektor szkoły wyraził wtedy zgodę na przyjęcie dziewcząt (szkoła była męska).
W powstaniu warszawskim ze służby w II plutonie 2. kompanii batalionu „Parasol” została w pierwszych dniach sierpnia oddelegowana do służby sztabowej jako łączniczka płk. Jana Mazurkiewicza ps. „Radosław”. 19 sierpnia została ranna w czasie walk przy ul. Długiej na Starym Mieście. Po opatrzeniu ran wróciła do sztabu. Otrzymała przydział na łączniczkę do Jerzego Zborowskiego ps. „Jeremy”. Podczas powstania warszawskiego została po raz drugi odznaczona Krzyżem Walecznych. Zachorowała na czerwonkę podczas przechodzenia kanałami przez Śródmieście i Czerniaków. Uzyskała zgodę na zamieszkanie u matki przy ul. Górnośląskiej. Przebywając tam utraciła kontakt z oddziałem. Wyszła z Warszawy we wrześniu 1944 wraz z ludnością cywilną, przeszła przez obóz przejściowy Dulag 121 w Pruszkowie, chwilowo utraciła kontakt z matką i siostrą Julią. Przed zakończeniem wojny Dziębowska nawiązała kontakt z rodziną. Wraz z matką i siostrą przedostała się do Częstochowy.
Po wojnie ukończyła liceum w Szczecinie. Podczas nauki w szkole średniej udzielała się w harcerstwie. Po maturze podjęła studia muzykologiczne na Uniwersytecie Warszawskim, które ukończyła w 1957. Po obronie pracy magisterskiej pracowała na Uniwersytecie Warszawskim jako asystent.
W latach 1958–1963 pracowała w tygodniku „Ekran”. W ostatnich miesiącach pracy w tygodniu sprawowała stanowisko redaktora naczelnego.
W 1966 na podstawie rozprawy Poematy symfoniczne Mieczysława Karłowicza uzyskała stopień naukowy doktora nadany przez Instytut Sztuki PAN w Warszawie. Następnie była pracownikiem naukowym na Uniwersytecie Warszawskim, a od 1970 do 1989 w Katedrze Historii i Teorii Muzyki Uniwersytetu Jagiellońskiego, pełniąc m.in. funkcję kierownika tejże katedry. W latach 1973–1983 wykładała w Akademii Muzycznej w Krakowie. Była redaktorem naczelnym Encyklopedii Muzycznej PWM. Do 1994 roku pełniła funkcję redaktora naczelnego kwartalnika „Muzyka”.
Należała do ZBoWiD i PZPR.
Po przejściu na emeryturę przeprowadziła się do Jurgowa. W 1997 została mianowana na stopień podporucznika. W 2000 otrzymała Nagrodę Związku Kompozytorów Polskich. W 2005 została członkiem honorowym Związku Kompozytorów Polskich.

## Ordery i odznaczenia
- Krzyż Komandorski Orderu Odrodzenia Polski (2006)[14]
- Krzyż Oficerski Orderu Odrodzenia Polski (1998)[15]
- Krzyż Walecznych (dwukrotnie)[16]
- Warszawski Krzyż Powstańczy[17]
- Srebrny Krzyż Zasługi[9]
- Odznaka „Zasłużony Działacz Kultury” (1963)[9]
- Odznaka tytułu honorowego „Zasłużony Nauczyciel PRL” (1984)[9]

## Upamiętnienie
- Tablica pamiątkowa wmurowana w 2007 w chodnik Alej Ujazdowskich (na wysokości ulicy Chopina) w miejscu, w którym stała Elżbieta Dziębowska podczas akcji Kutschera[18].